# Gaston Crémieux
Pour les articles homonymes, voir Crémieux.
Gaston Crémieux, né Louis, Gaston, Isaac Crémieux, le 22 juin 1836 à Nîmes et mort le 30 novembre 1871 à Marseille, est un avocat, journaliste et écrivain français. Il est fusillé en raison de sa participation à la Commune de Marseille lors de la répression versaillaise.
Jeune militant radical, il s'illustre dans la défense des pauvres gens et fonde plusieurs associations d'entraide et d'éducation dans le cadre de la loge maçonnique des « Amis choisis ». En 1869, il soutient Gambetta à la députation. Parallèlement, il commence à publier quelques poèmes. Son évolution politique le conduit à se rapprocher des républicains les plus ardents. Il dirige avec Alphonse Esquiros et André Bastelica la Ligue du Midi, jouant un rôle d'intermédiaire avec le gouvernement provisoire de Tours, où siège notamment le député homonyme Adolphe Crémieux.
En 1871, il soutient Garibaldi, élu mais ne pouvant siéger, lors des premières journées parlementaires de 1871. Au mois de mars de la même année, il prend la tête de la seconde Commune de Marseille avec le journaliste Clovis Hugues et les futurs députés Émile Bouchet et Maurice Rouvier. Il s'y comporte de façon modérée, tentant de faire régner la clémence et le respect de la légalité. Cette insurrection se veut à la fois un soutien à la Commune de Paris et l'affirmation d'une volonté politique régionale indépendante de la capitale. Réprimée dans le sang par le général Henri Espivent de la Villesboisnet, l'insurrection dure quinze jours. Enfermé au fort Saint-Nicolas, puis à la prison Saint-Pierre, Gaston Crémieux est jugé en juin et condamné à mort par un tribunal militaire. La grâce lui est refusée par la commission des grâces. Pendant ces trois mois de prison, il écrit une pièce de théâtre consacrée à la mémoire de Maximilien de Robespierre, quelques poèmes et des récits de prison, qu'il fait remettre à son épouse par le rabbin de Marseille. Gaston Crémieux est fusillé dans les jardins du Pharo le 30 novembre suivant.
Il meurt à trente-cinq ans en ordonnant lui-même son exécution, et en criant « Vive la République ! ». Célébré par Victor Hugo, Louise Michel et Jean Jaurès, son souvenir demeure vivace à Marseille.

## Biographie

### Famille et études
Fils d'Abraham Crémieux (1808-1872), marchand d'indiennes, et d'Alexandrine Rachel Vidal (née en 1810), Louis Gaston Isaac est issu d'une famille de juifs du pape. C'est le cinquième enfant du couple après Gentille Clara (née en 1828), Théolinde Hana (1829), Paméla Elise (1831) et Alfred Barachiel (1833) ; lui succéderont Noémie Céleste (1845-1904) et Miette (1847). Il partage le même arrière-grand père, Josué Jacassuya, né en 1757 à Carpentras, avec le sénateur Fernand Crémieux.[réf. nécessaire]
Jeune homme, Gaston Crémieux fait ses études au collège de sa ville natale sous la protection d'un de ses oncles (probablement le frère de sa mère, Hyppolyte Vidal), à qui il a confié son désir d'accéder au barreau. Il s'inscrit le 19 octobre 1854 à la faculté de droit de Paris mais l'abandonne au bout d'un an par manque d'argent, alors qu'il occupe ses loisirs à copier des rôles d'huissier pour se payer des livres, n'ayant qu'une modeste pension de cinquante francs par mois. Après avoir trouvé deux emplois de clerc, dont l'un à Paris, il s’inscrit à la faculté d’Aix-en-Provence le 14 janvier 1856. Exempté du service militaire comme soutien de famille, il obtient sa licence en droit le 25 novembre 1856 et devient avocat à Nîmes le 24 mars 1857.

### Avocat pour les déshérités
Les difficultés sociales de la classe ouvrière l'émeuvent au point qu'il devient rapidement l'un de ses plus farouches défenseurs. Ses débuts sont modestes, il plaide deux affaires en 1857, trois en 1858 ; affaires sans importance de vol ou d'escroquerie. Il est inscrit comme « substitut avocat des pauvres », c'est-à-dire avocat suppléant, commis d'office pour personne à faible revenu.
S'essayant au journalisme littéraire, il y gagne de beaux succès[Lesquels ?]. Fin novembre 1857, il fonde avec quatre de ses amis un « journal littéraire » paraissant tous les dimanches au prix de 25 centimes et nommé L'Avenir. Surveillé par la police pour qui il est politiquement dangereux, ce journal, dont Crémieux est le secrétaire de direction, est interdit le 14 février 1858. Deux articles publiés par Gaston Crémieux dessinent ses opinions politiques de l'époque : une notice sur le poète pamphlétaire Béranger, et un compte-rendu d’un poème de Joseph Autran sur le siège de Miliana le montre essentiellement sous le jour d'un patriote.

### Éducateur et franc-maçon

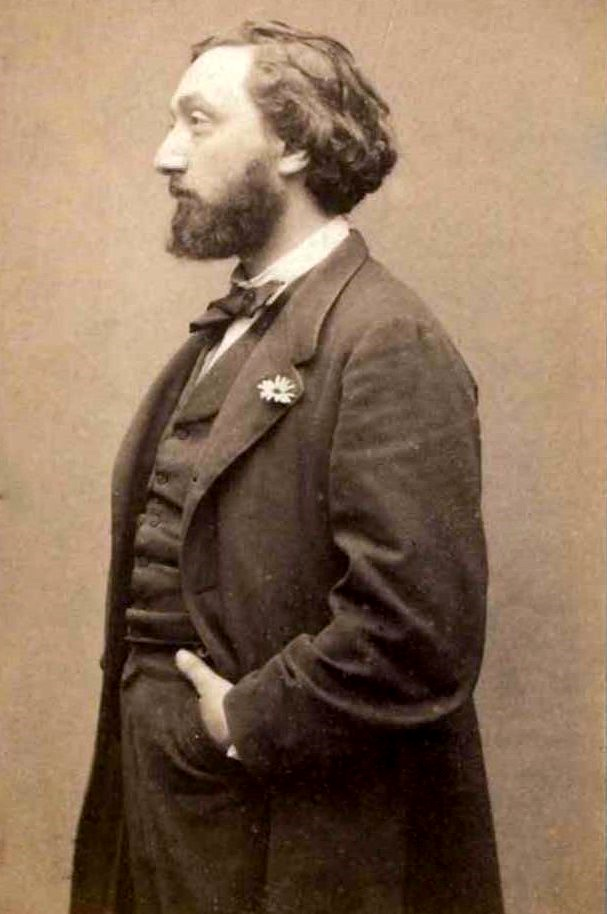
Léon Gambetta

En 1862, il quitte le barreau de Nîmes pour celui de Marseille (nommé le 10 septembre 1862) et ouvre son cabinet rue Venture. La même année, il entre au Grand Orient de France, dans la loge « La réunion des Amis choisis ». En 1864, le 25 septembre, il épouse Judith Noémi(e) Molina, dont il aura cinq enfants : Albert (1865-1890), André (1867-1945), Caroline, Valentine (morte en 1871) et Maximilien Armand Samuel (1869-1870), ce dernier prénommé en hommage à la figure emblématique du comité de salut public. Ils ont pour témoin l'homme de lettres Adolphe Carcassonne. En 1865, lors de la quatrième pandémie de choléra, il participe aux soins donnés aux malades, parcourt les quartiers et tombe d'épuisement.
La même année, Crémieux décide de mettre ses connaissances au service des associations ouvrières. Conseiller juridique de la chambre syndicale des peintres en bâtiment, il rédige en 1867 un cahier de doléances des ouvriers de Marseille où il propose qu'aux prudhommes l'ouvrier soit assisté d'un avocat financé par une association d'ouvriers. Il encourage la création d'associations d'ouvriers permettant de distribuer quelques subsides en cas de chômage et d'engranger un capital servant à l'aide juridique, et en rédige les statuts.
Ardent franc-maçon et partisan de la liberté absolue de conscience, le jeune avocat marseillais s'implique alors, dès 1865, dans la création d'écoles publiques réservées aux adultes le soir. C'est l'époque où des francs-maçons blanquistes et républicains (alors jugés d’extrême-gauche) tentent d’entraîner leurs « frères » dans la voie de la lutte révolutionnaire, au service des valeurs de la République, démocratique et sociale. Ceux des « Amis choisis » fondent le 11 février 1868 un comité central d'initiative des loges comprenant dix commissaires : Barne, Brochier, Carriol, Chappuis, Crémieux, Pleuc, Dhionnet, Massip, Rouvier et Adolphe Royannez.
Le 13 juillet de la même année naît l’association phocéenne de l’enseignement, de l’instruction et de l’éducation des deux sexes. L'avocat publie également en 1868 ses premiers poèmes dans le journal le Peuple, dirigé par Gustave Naquet, et un tiré à part, imprimé par Canquoin, rue Vacon.
À la fin de cette année-là, il plaide avec Félix Baret dans l'affaire des empoisonneuses de Marseille. Trois Marseillaises, Marie-Rose Alavena, Marie Autrand et Antoinette Joséphine Duguet sont accusées d’avoir empoisonné leur mari avec de l’arsenic et de la belladone fournis par l’herboriste spiritiste Jean-François Joye. Les avocats sauvent la tête des accusées ainsi que celle de l’herboriste accusé de complicité.
En 1869, il soutient Léon Gambetta, alors marqué comme un radical. Ce dernier est élu député de la cité phocéenne. En dépit de quelques discours et de quelques articles violents, Crémieux n'est pas réellement un homme d'action. Néanmoins, il se veut de tous les combats et devient rapidement un personnage incontournable de la vie politique locale. En mai, il fonde avec Delpech et Rouvier le journal l'Égalité,. Le 11 juin 1870, il se présente au nom du parti démocratique aux élections cantonales de La Ciotat ; il est battu par Armand Béhic, candidat officiel de Napoléon III.

### Défaite napoléonienne
Avant l'effondrement du Second Empire devant la Prusse de Bismarck, les républicains marseillais prennent d'assaut les lieux de pouvoir. Le 7 août 1870, une foule imposante de 40 000 personnes menées entre autres, par Crémieux et Gustave Naquet, se présente à la préfecture pour réclamer des armes. Le drapeau tricolore les accompagne, sur lequel est écrit : « la patrie est en danger ; le peuple réclame des armes. » Mais le préfet refuse et Naquet est arrêté dans la soirée. Le soir même, les radicaux se réunissent rue Vacon avec les socialistes, formant un comité central d'action, et, le lendemain, Crémieux se retrouve à la tête de cette première insurrection populaire avec Émile Bouchet, Maurice Rouvier, Delpech, Auguste Sorbier et Albertini. Ils retournent à la préfecture réclamer la libération de Naquet. Après un nouveau refus, la manifestation se tourne vers la mairie qu'ils prennent d'assaut, installant un comité révolutionnaire, formé par Crémieux, Paul Giraud, Clovis Hugues, Félix Granet, Cabasse, un employé de mairie Joseph Tardif, les journalistes Auguste Sorbier et Armand Elbert, les internationalistes Charles Alerini, Étienne-Louis Combes, Victor Bosc (des Catalans), Philibert Gilbert, Frédéric Bordes, Auguste Conteville et Célestin Matheron. Se joignent à eux un entrepreneur Félix Debray, un cordonnier Joseph Maviel, un maçon Esprit Tourniaire et un employé Eugène Barthélémy.[réf. nécessaire]
Arrêté, Crémieux est emprisonné dans un cachot du fort Saint-Jean. Le 27 août, un conseil de guerre statue sur le sort des meneurs et condamne l'avocat à passer six mois de prison à Saint-Pierre. Pierre Bernard, Tardif, Barthélémy et Giraud écopent d'un mois, Tourniaire de trois, Combe, Bosc et Sorbier de six, Bordes de huit, Conteville, Gilbert et Maviel d'un an et Debray de deux ans,.
Le 4 septembre 1870, la proclamation de la République les tire de leurs geôles ; Gambetta confirme l'ordre de mettre Crémieux en liberté tandis qu'une foule imposante va à la rencontre des prisonniers dans la nuit du 4 au 5 septembre. Le même jour, le nouveau chef du gouvernement nomme Alphonse Esquiros administrateur supérieur des Bouches-du-Rhône ; Adolphe Joseph Carcassonne est nommé président de cette première commune alors que Labadié est nommé préfet ; le drapeau tricolore est hissé sur la mairie. Le 7 septembre, Crémieux accueille Esquiros à la gare Saint-Charles et l'accompagne à la préfecture.
Dans le cadre de l'épuration (destitution des magistrats compromis sous l'Empire), Crémieux est pressenti au poste de procureur de la République mais il doit aussitôt faire face au front de ses détracteurs ; pour l'un d'eux, l'avocat général Desclozeaux : « monsieur Crémieux fait, depuis longtemps, tache dans le barreau. On ne peut faire un choix plus honteux, plus déshonorant pour la magistrature. Méprisé de ses confrères les plus libéraux, [c'est un] orateur communiste, attaquant la propriété et la famille dans les réunions publiques, d’ailleurs pourvu de talent, avocat par excellence des causes refusées par les autres, tripoteur d’affaires (...) ». La nomination de son confrère Thourel met fin à cet épisode au bout de quelques semaines. À l'automne, Crémieux rencontre brièvement Émile Zola. Après la création de la Ligue du Midi par Esquiros le 18 septembre, (13 départements), Crémieux est délégué de cette ligue dont la direction locale revient au préfet et à Bastélica ; il parcourt la province comme envoyé en mission : « Nous sommes résolus à tous les sacrifices, et, si nous restons seuls, nous ferons appel à la révolution, à la révolution implacable et inexorable, à la révolution avec toutes ses haines, ses colères et ses fureurs patriotiques. Nous partirons de Marseille en armes, nous prêcherons sur nos pas la guerre sainte... »
Mais un mois après sa nomination, Esquiros est peu à peu désavoué par Gambetta : plusieurs de ses arrêtés sont jugés illégaux par celui qui est devenu ministre de l'intérieur du gouvernement provisoire (suspension du journal légitimiste la Gazette du Midi le 10 octobre 1870, dissolution de la congrégation des jésuites de Marseille...) ; mi octobre, Crémieux se rend à Tours auprès d'Adolphe Crémieux et de Gambetta pour tenter une conciliation, mais échoue. Esquiros démissionne, et est remplacé par Marc Dufraisse que les partisans d'Esquiros arrêtent le 19 octobre 1870. Esquiros, démissionnaire, continue à gérer le département.
À Marseille, la garde nationale soutient la mairie (modérée) alors que la garde civique soutient la Ligue et Esquiros. L'agitation se poursuivant, Gambetta nomme alors au poste de préfet Alphonse Gent (en remplacement de Delpech) et, au nom du gouvernement provisoire, coupe les ponts avec la Ligue du Midi. Le 1er novembre, la foule s'empare de la mairie et les membres de la Commission départementale proclament une première « Commune révolutionnaire ». Le lendemain, Gustave Cluseret est nommé commandant de la Garde nationale, Clovis Hugues prend la tête de la Légion urbaine et Esquiros prend la tête de la Commission municipale. Ce 2 novembre, Gent est accueilli par une foule bienveillante gare Saint-Charles, mais reçoit, à son arrivée à la préfecture, un coup de revolver au ventre. Cet incident douche les esprits et sonne la fin de cette première commune. La mansuétude de Gent ramène le calme. Crémieux, absent, est en meeting dans l'Isère.
Fin novembre, Gaston Crémieux prend de nouveau contact avec Adolphe Crémieux, alors ministre de la Justice. Le député conseille à Noëmi(e) de calmer son mari ; il songe à lui pour occuper le poste de secrétaire général de la préfecture, ce que lui refuse à deux reprises le préfet Gent.

### Le temps des Communes

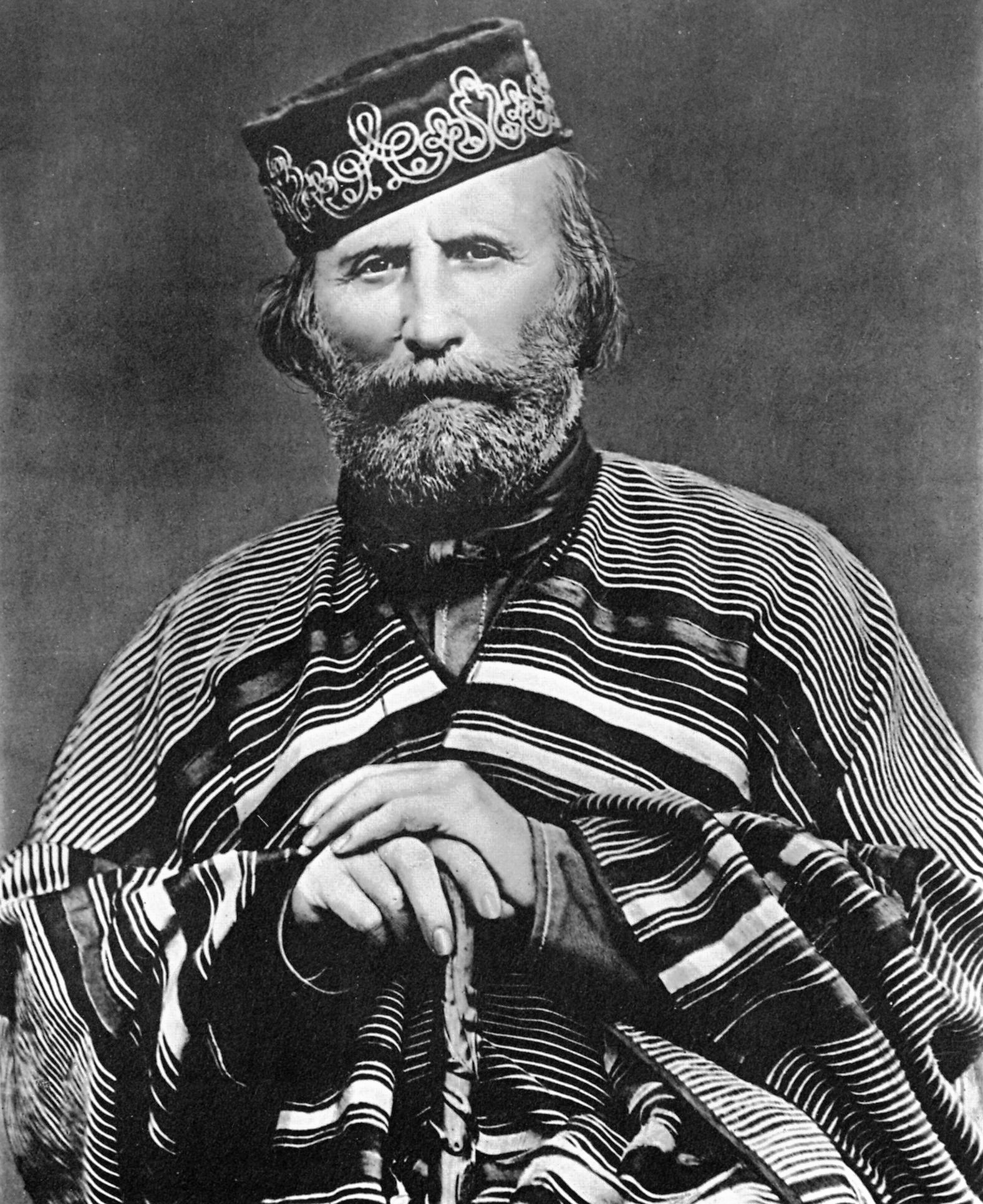
Giuseppe Garibaldi (1866)

Un armistice est signé avec l'Allemagne le 28 janvier 1871. Des élections législatives ont lieu le 8 février 1871. À Marseille, Esquiros est réélu. Gent démissionne, outré par les conditions de l'armistice. L'Assemblée nationale élue se réunit à Bordeaux. Une majorité de notables légitimistes et orléanistes est sortie des urnes ; certains républicains considèrent que cette chambre est une émanation des communes rurales et qu'elle est particulièrement réactionnaire. Crémieux est présent à Bordeaux, délégué du journal marseillais L'Égalité. Il intervient des tribunes pour saluer Giuseppe Garibaldi, élu, invité à la chambre et qu'empêchent de parler les députés royalistes, qui estiment, à juste titre, qu'étant étranger, son élection est illégale. Le lundi 13 février 1871, le jeune homme conspue ces notables "ruraux" en des termes restés mémorables :

« Majorité rurale, honte de la France ! »

La foule des tribunes l'applaudit fortement, jusqu'à couvrir le chahut des députés monarchistes ; plus tard elle se presse vers Garibaldi pour lui rendre hommage, au grand dam du chef de la majorité, Adolphe Thiers, ulcéré par ces débordements. Lors du dernier procès de Crémieux, ces paroles seront déterminantes et entraîneront la cour martiale à le juger avec la plus extrême sévérité,.
Lors d'une réunion, organisée par Charles Hugo à Bordeaux, Crémieux rencontre le père de Charles, Victor Hugo, élu à la Chambre, qui démissionne pour protester contre l'éviction de Garibaldi. Le poète note: « Gaston Crémieux était un beau et intelligent jeune homme de trente ans. Il était de la réunion des journalistes qui a eu lieu chez Charles à Bordeaux. Charles l'avait en amitié. »
Le 18 mars, commence l'insurrection de la Commune parisienne ; le 22 mars 1871, la nouvelle arrive à Marseille des menaces d'Adolphe Thiers, nouveau chef du gouvernement, de désarmer Paris. Gaston Crémieux enflamme le club de l’Eldorado, et court au club de la Garde nationale, dénonce Versailles, et réclame qu'on soutienne Paris et la République. Devant la tiédeur du club de la Garde nationale, Crémieux revient faire patienter l'Eldorado. L'amiral Paul Cosnier, nouveau préfet, et le général Espivent ordonnent à la Garde nationale de se rassembler en faveur de Versailles, le maire Jacques-Thomas Bory tente de les en dissuader ; leur appel tombe à plat. Le lendemain 23 mars, le défilé des gardes nationaux, sur le cours Belsunce, dégénère en manifestation où se mêlent garibaldiens, population marseillaise et des restes de la garde civique d'Esquiros. La foule prend sans effusion de sang la préfecture d'assaut. Crémieux marche avec, à ses côtés Clovis Hugues, qui brandit le drapeau rouge de la république sociale.
La préfecture est investie et les autorités destituées. Le préfet Cosnier est fait prisonnier ; le maire démissionné, Espivent en fuite est remplacé par un de ses seconds. La commission départementale, présidée par Crémieux, prend la place du préfet ; elle comprend 12 membres : des radicaux (Job et Étienne), des membres de l'Internationale (Alérini), de la Garde nationale (Bouchet, Cartoux), et trois délégués du Conseil municipal. L'insurrection victorieuse, Crémieux déclare du haut du balcon de l'Hôtel départemental la solidarité de Marseille avec Paris, appelle la population à maintenir l'ordre et prône la réconciliation. Il propose de mettre en liberté l'amiral Cosnier mais la foule et les délégués, dont Edmond Megy,,, s'y refusent.
Les dissensions entre la Commune et la commission départementale occupent les trois jours suivants. Le 27 mars, arrivent quatre délégués parisiens : Landeck, Amouroux et Albert May dit Séligman. Landeck se met à la tête de la commission, et traite tous les modérés, dont Crémieux, en suspects. Crémieux songe un instant à abandonner la lutte, et quitte la préfecture pour une villa de la Blancarde, mais revient dans la nuit. Il parvient à faire libérer un otage, le général Ollivier. Le lendemain, le général Espivent de la Villeboisnet, chef des troupes militaires du département, qui a fait refluer ses hommes hors les murs, à Aubagne, proclame - sans raison légale - les Bouches-du-Rhône en état de guerre et se déclare partisan du gouvernement versaillais d'Adolphe Thiers.
Le 28 mars, l’ordre est rétabli dans les autres villes qui se sont également érigées en Communes : Lyon, Toulouse, Saint-Étienne, Limoges, Narbonne...

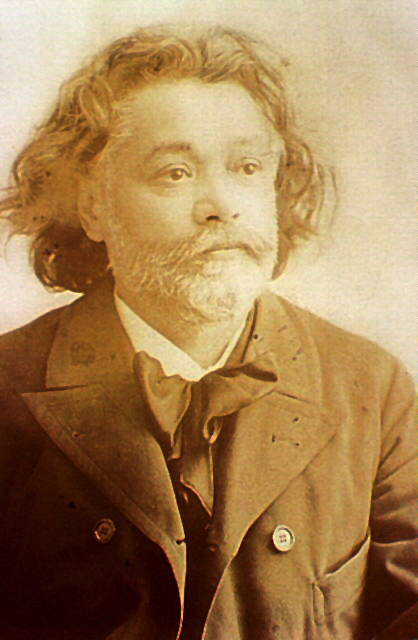
Clovis Hugues.

À Marseille, où les luttes internes atteignent leur comble, la commission du département dissout le conseil municipal. Depuis le 25 mars, Crémieux s'oppose en vain à la présence du drapeau rouge sur la préfecture et cherche à lui substituer le drapeau tricolore. Landeck le remplace par un drapeau noir. Crémieux demeure avant tout un républicain, comme le rappelle le député Léonce Rousset dans sa description de la commission départementale :
« dans celle-ci, la discorde régnait déjà. Ses membres, divisés contre eux-mêmes, ne s'entendaient même pas avec leur chef, Crémieux, lequel blâmait l'érection du drapeau rouge et le maintien des autorités comme otages. Ils ne s'entendaient pas davantage avec le conseil municipal, qui essayait de reprendre le dessus et avait fait appel à la Garde nationale pour soutenir son autorité. Et, tandis qu'ils se débattaient dans l'impuissance, les villes voisines demeuraient sourdes à leur appel. Arles avait refusé d'arborer le drapeau rouge et, dans la région, personne ne semblait s'émouvoir. »
Plus grave encore, les chefs d'administrations ont déserté. Ceux du télégraphe, mais aussi les magistrats du parquet, les agents de la force publique ; Crémieux ne peut leur opposer que des proclamations, tandis qu'il encourage les troupes garibaldiennes, démembrées et désargentées qui sillonnent la ville, à la patience et à la modération.
Des élections municipales doivent être organisées le 5 avril afin de donner une légitimité à la commune ; le général Espivent fait marcher ses troupes (de 6 000 à 7 000 hommes) contre Marseille à partir du 3. La lutte s'engage le lendemain ; elle dure toute la journée. Prises en étau entre les marins et les troupes de chasseurs, pilonnées par les canons postés sur la colline de la Garde, le port sous la domination de deux navires de guerre, la ville et la préfecture ne résistent pas longtemps. Les troupes d'Espivent subissent en tout 30 morts et 50 blessés, les insurgés comptent 150 morts environ (et plus de 500 prisonniers).

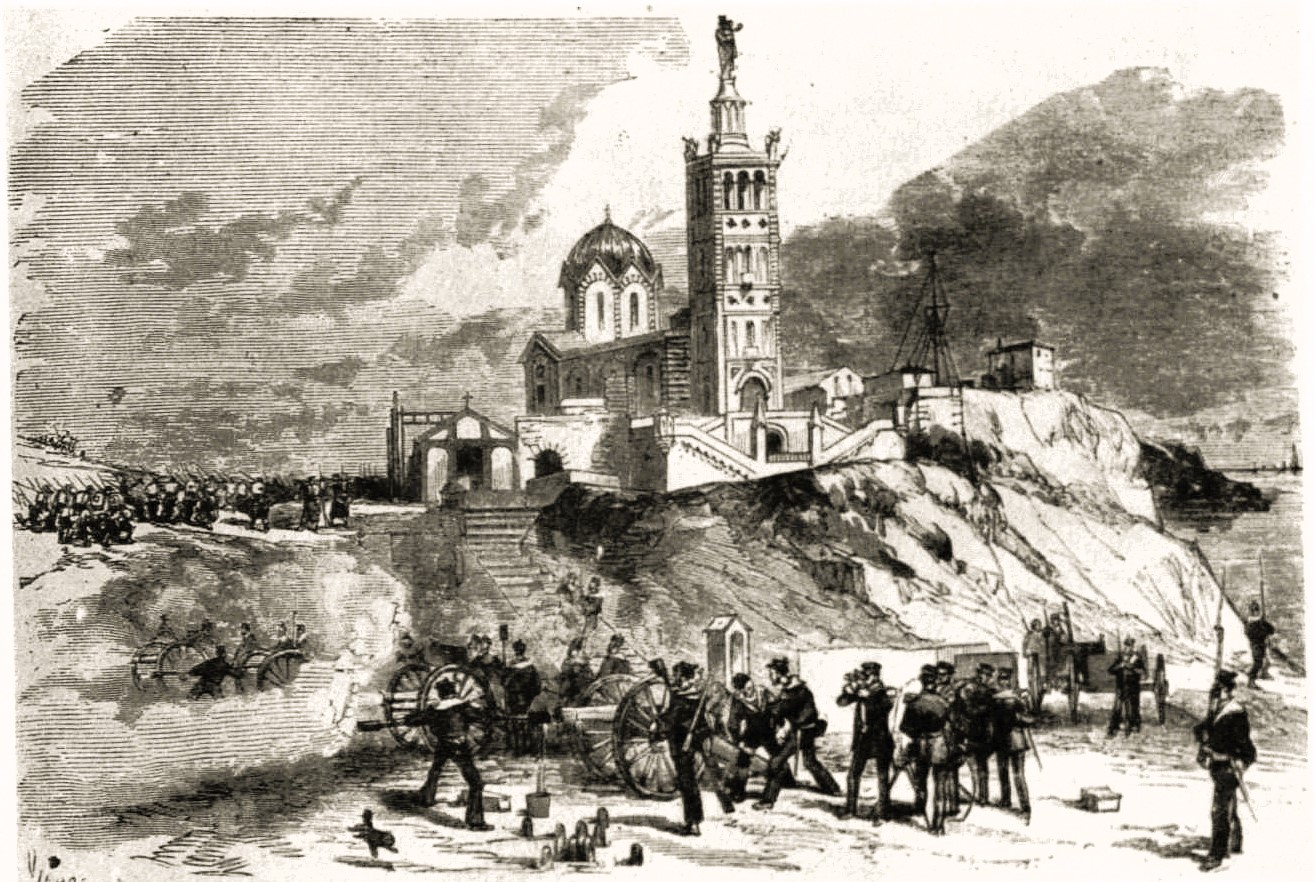
L'armée bombardant les insurgés marseillais depuis Notre-Dame-de-la-Garde, surnommée « Notre-Dame-de-la-Bombarde », les 4 et, dernier épisode de la Commune de Marseille.

Crémieux tente de parlementer aux avant-postes de Castellane ; deux bataillons du 6e chasseur fraternisent avec la foule. Les garibaldiens qui défendent la Gare opposent une sérieuse résistance aux troupes du général Espivent. Crémieux croit alors encore au triomphe de la commune sans effusion de sang. Après une brève rencontre avec Crémieux, Espivent fait mine de battre en retraite. D'autres soldats fraternisent (nombre d'entre eux seront fusillés,) ; des tirs contre les insurgés partent d'un club légitimiste, situé dans la maison des frères de la doctrine chrétienne, faisant de nombreuses victimes. Vers midi, Espivent fait bombarder la cité depuis Notre-Dame de la Garde (ce qui lui vaut le surnom de « Notre-Dame de la Bombarde ») ; après avoir reçu près de 300 obus, la préfecture tombe le 5 avril à 7 heures du matin, après dix heures de combats acharnés. Le lendemain, les troupes d'Espivent défilent au cri de « Vive Jésus ! Vive le Sacré-Cœur ! ». Le couvre-feu est imposé à la ville.
Principal acteur de la Commune de Marseille, Crémieux refuse de s'enfuir. Il est arrêté dans la nuit du 7 au 8 avril dans le cimetière juif. Selon Prosper-Olivier Lissagaray, il s'était déguisé en femme ; des soldats ne l'auraient pas reconnu et il se serait volontairement découvert devant eux. Son procès commence le 12 juin devant le premier conseil de guerre.

### Condamnation et derniers mois
Gaston Crémieux est conduit au fort Saint-Nicolas, puis au château d'If (dans la cellule de Mirabeau), puis de nouveau au fort Saint-Nicolas lors du procès. Il retrouve dans cette prison les autres dirigeants de la commune marseillaise, Bouchet, Ducoin, Breton, Pélissier, Duclos, Novi, Nastorg, Hermet, Genetiaux, Chachuat, Éberard et Matheron. Enfermé avec seize de ses camarades dans un cachot en "demi-lune", il trouve encore le moyen d'en plaisanter dans un de ses poèmes, précisant qu'il ne s'agissait pas d'une lune de miel.
Nombre d'entre eux sont acquittés, mais l'accusation veut faire un exemple : 709 questions sont posées au conseil de guerre (composé de sept juges), sur la culpabilité de chacun des prévenus, dont 162 concernent Gaston Crémieux. Le 28 juin, les débats sont clos. Pour défense, Crémieux rappelle qu'il n'a prononcé que des paroles de paix. Le jour même, celui à qui l'on reconnaît le statut de prisonnier politique est condamné à mort comme « factieux incorrigible » et « embauchage ». Il est reconduit au fort Saint-Nicolas où il reçoit une première visite de son épouse et de ses parents.

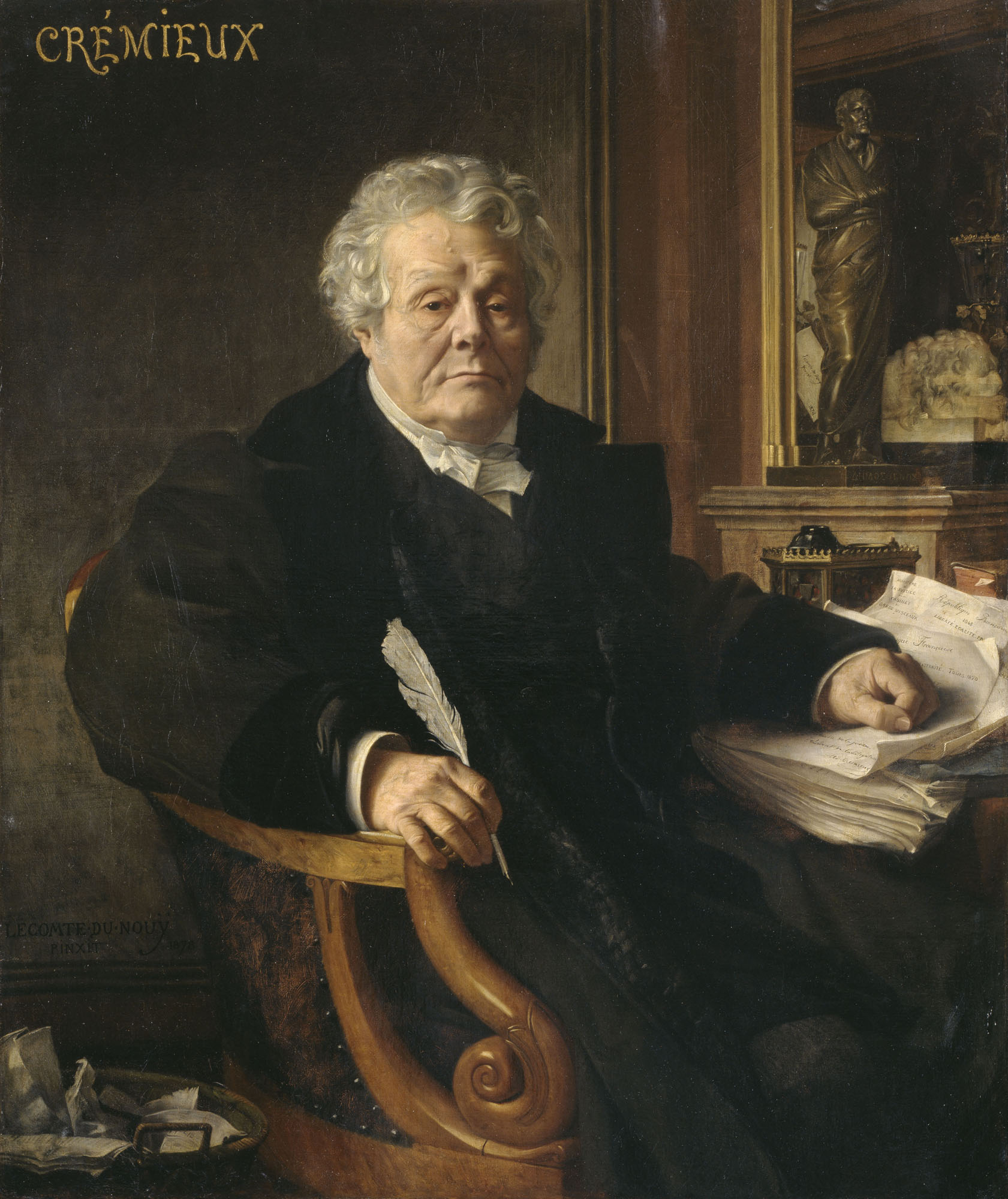
Adolphe Crémieux.

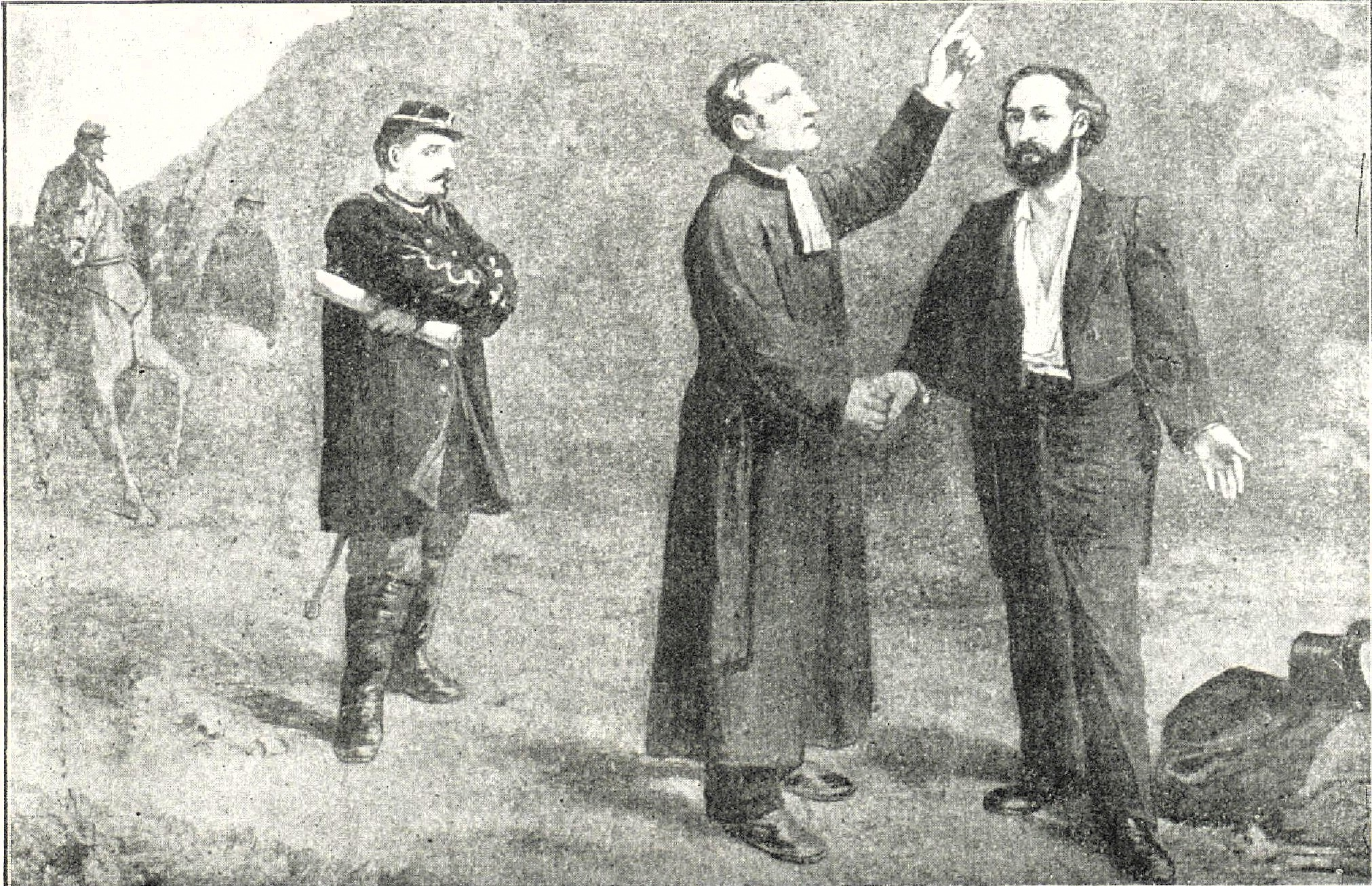
Le rabbin Vidal venant voir Gaston Crémieux le jour de son exécution au Pharo, le.

Peu après sa femme Noémie monte à Paris obtenir le soutien d'Adolphe Crémieux. Le député l'attend à la gare de Lyon ; il veut bien la guider dans ses démarches et l'aider à sauver son mari, mais il ne veut pas lui pardonner sa conduite dans les événements de Marseille avant d'en connaître le détail ; à trois heures du matin, le vendredi 7 juillet, Crémieux est transféré à sa demande, vers la prison Saint-Pierre dans la cellule autrefois occupée par le brigand Quaranta. Il gagne avec ses camarades le droit de recevoir de la nourriture de leurs parents et de les voir dans le parloir libre, de rester en promenade dans la cour, de prendre leurs repas en commun, de recevoir des journaux politiques et leur correspondance directement hors de la voie du greffe. La principale souffrance de l'avocat est d'imposer à sa famille le déshonneur d'une visite en prison. Pour autant, il méprise les lâches et ne voudrait pas avoir été prudent. Dans ses impressions de prison, il cite pour en souligner l'indignité l'adage latin :

« felix quem faciunt aliena pericula cautum. »

Trois mois s'écoulent. En août, Noémie perd une de ses filles. Le 5 septembre, Clovis Hugues est arrêté à son tour. Dans sa prison, Crémieux écrit une pièce de théâtre en cinq actes en vers intitulée Le Neuf Thermidor ou la mort de Robespierre (Victor Hugo dit de lui à sa veuve « le public aimera ce talent fier et fin », ajoutant que « le public saura mesurer la grandeur du succès de ses œuvres à la grandeur du malheur » - dont il fut victime) . Hugo, contempteur de Napoléon III, demande sa grâce et celle d'autres participants aux Communes, mais en vain,.

Alors que Noémie retourne à Paris sur demande d'Adolphe Crémieux, la Cour de cassation confirme le jugement en appel le 15 septembre. Seul le recours en grâce peut le sauver et Noémie retourne à Paris une troisième fois. Crémieux, lui, entame la rédaction de ses Mémoires de prison, écrit quelques poèmes et termine ses Impressions par un émouvant plaidoyer de protestation : 

« Qu'ai je fait, qu'ai je voulu faire ? Suis-je coupable envers mon Pays ? Mon être tout entier crie : Non, je suis innocent. »

 De Londres, Landeck tente de l'innocenter en revendiquant la responsabilité de la direction politique de la Commune marseillaise. Adolphe Thiers, lui-même d'origine marseillaise, plaide pour la grâce d'Étienne et de Pelissier ; il écrit à Noémie : « J’aime beaucoup votre diable de mari. Il est un peu trop poète, mais il a du bon sens et nous ferons quelque chose de lui, aussitôt que ses cheveux auront blanchi. » Noémie annonce alors à Gaston qu'il est sauvé.
Mais Thiers refuse-t-il la grâce, ou plus vraisemblablement ne la demande-t-il pas ? En tout cas,il retient quatre jours son dossier à la Présidence. Le 24 novembre, Crémieux est condamné ; la commission des grâces cède devant l'insistance répétée du général Espivent,. Léonce Rousset remarque : « La Commission des grâces s'était montrée impitoyable envers cet homme dont les erreurs avaient été partagées par beaucoup d'autres moins durement châtiés, et qui n'était coupable, au demeurant, d'aucun crime de droit commun. »
Le 29 novembre, Crémieux est transféré au fort Saint Nicolas. Il remet son manuscrit au rabbin Israël Vidal, et le lendemain, à cinq heures du matin, il écrit une dernière lettre à sa femme et à son fils aîné, Albert, lui recommandant de veiller sur son frère (André) et sa sœur (Caroline). Le 30 novembre 1871, il est fusillé à 7 heures du matin, au champ de tir du Pharo. Il refuse qu'on lui bande les yeux. Au dernier moment, il commande aux soldats sa propre fusillade et les prie (par respect pour ses parents) de ne pas le viser au visage. Ses derniers mots sont : « Visez à la poitrine. Ne frappez pas la tête. Feu ! Vive la Répu(blique)... »
La nouvelle connue de son exécution, des milliers de Marseillais, se pressent devant sa maison, au 4, rue de Rome. Le 13 décembre les loges des « Amis choisis » et de « la Parfaite Union » font part de leur douleur devant l'exécution de leur ancien vénérable. Le 17 décembre, un défilé organisé par les frères May et Levraut, réfugiés aux États-Unis, rend un premier hommage à New-York à l'ensemble des fusillés de Paris et de Marseille, dont Crémieux.

### Après Crémieux

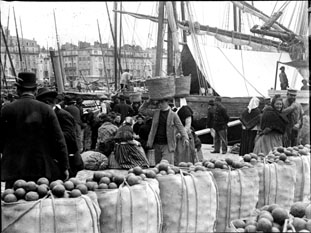
Ouvriers au port de Marseille, 1899

La mort de Gaston Crémieux provoque une profonde émotion dans toute la ville mais également à la Chambre. Elle est à rapprocher de l'exécution d'un autre communard nîmois, Louis-Nathaniel Rossel, qui a lieu à Satory le 28 novembre. Le 9 décembre suivant leurs morts, le député Francisque Ordinaire est suspendu pour avoir vilipendé la commission des grâces comme étant « une commission d'assassins ». Maurice Rouvier, pour des faits similaires, est condamné à « l'amnistie du dédain ».
Avocat et proche du peuple, animé d'un grand idéal d'éducation, Crémieux a cru jusqu'au péril de sa vie à l'instauration d'une République sociale et universelle.[réf. nécessaire] Martyr de la Commune marseillaise, il reste durant de longues années la figure emblématique du mouvement ouvrier de la cité phocéenne car, jamais, il n'a cessé de se battre en faveur de tous les opprimés.[réf. nécessaire] Son nom même demeure dangereux[réf. nécessaire] ; Gilly la Palud, rédacteur du journal l'Égalité, est condamné en décembre 1871 pour avoir publié sa biographie. L'année suivante, le bruit court dans les milieux de droite que la mairie de Marseille vote une bourse pour les études d'un de ses fils, ce qui braque les légitimistes. Certains réactionnaires n'hésitent pas à se moquer des larmes de la veuve Crémieux comme le fait le polémiste Léonce Dupont par la publication de lettres prétendument « anonymes ».

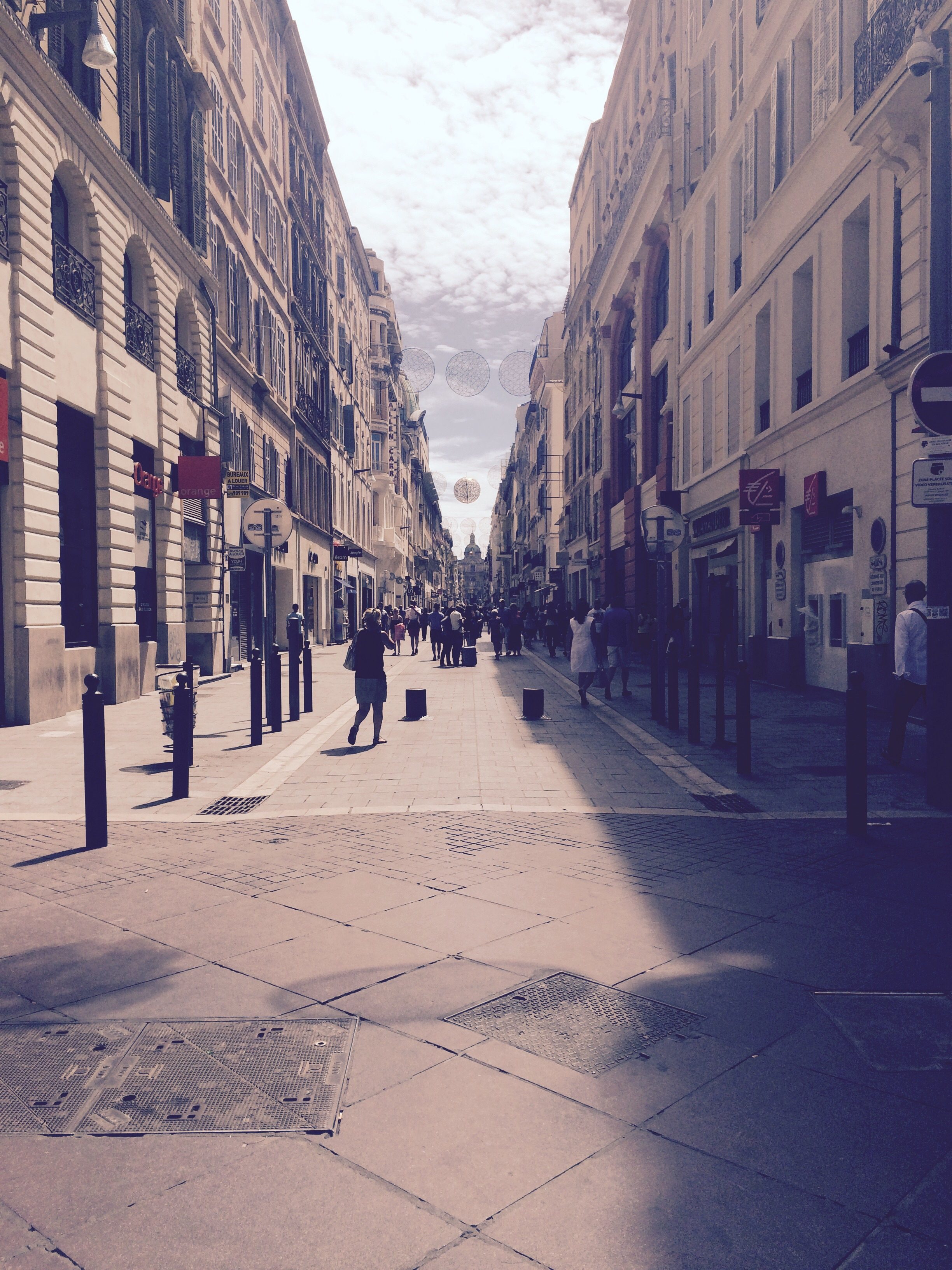
Rue Saint-Ferréol à Marseille, 2015.

En 1872, Noémie envoie une copie des œuvres de son mari à Victor Hugo, qui lui répond : « Madame, je reçois votre précieux et douloureux envoi. J'avais vu chez mon fils Charles votre vaillant mari. Tous deux sont morts (...) Je mets à vos pieds mon émotion profonde. ». Afin de subsister, la veuve de Crémieux ouvre, rue Saint-Ferréol, un magasin de vêtements à l'enseigne Aux 3 orphelins ; elle fait faillite en 1876[réf. nécessaire].
En 1873, Prosper-Olivier Lissagaray met en scène le fantôme de Crémieux dans une pièce de théâtre, La Vision de Versailles. D'un autre côté, en 1877, le polémiste Léonce Dupont réitère ses attaques. Dans ses mémoires, il dépeint Crémieux comme « un beau brun, au teint mat, à la voix éclatante et vibrante » puis affirme : « C'était un démagogue sans retenue, d'une irrésistible vanité ». Pour la droite française de l'époque, comme pour le journaliste, la mort de Crémieux, juif et franc-maçon, demeure la conséquence logique de son engagement, qu'elle juge naïf voire crapuleux.
Le 30 novembre 1878, une manifestation silencieuse réunissant 500 personnes se porte au cimetière Saint-Pierre, vers sa tombe. La cérémonie est autorisée à condition qu'aucun discours ne soit prononcé, et seuls les porteurs de gerbes peuvent pénétrer dans le cimetière. En 1879, Mac-Mahon démissionne et la République devient vraiment républicaine. Noémie fait alors publier les œuvres posthumes de son époux chez Dentu avec l'aide de Clovis Hugues et d'Alfred Naquet, un autre boulangiste. Leur succès est mitigé, Noémie est déçue. En 1881, elle s'installe rue Marcadet, puis rue Fontaine, à Paris ; elle ouvre un bureau de tabac.[réf. nécessaire] Albert devient avocat ; André, publiciste.

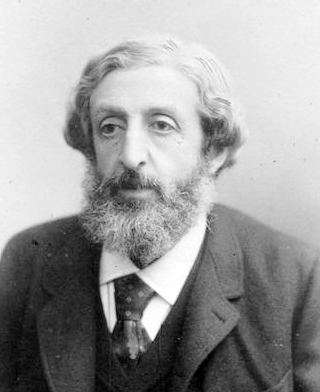
Alfred Naquet, éditeur des œuvres posthumes de Crémieux.

En 1881, l'ancien préfet de Ledru Rollin, l'avocat aixois, conseiller général et membre du « cercle des proscrit de 1851 », Ernest Brémond, publie dans Socialisme et Liberté sa sympathie pour le « vénéré » Crémieux. Le 10 mars 1882, Clovis Hugues présente au théâtre du Gymnase à Marseille la pièce de Crémieux Le Neuf Thermidor ou la Vengeance de Robespierre. En 1886, l'antisémite Édouard Drumont fait courir le bruit que Crémieux a été gracié par Thiers et fusillé sur les seuls ordres d'Espivent. En 1888, l'historien Paul Blondois reconnaît dans son histoire de la Commune, que « la clémence eût pu s'exercer à son égard ». En 1900, Clovis Hugues dévoile à Camille Flammarion, une étrange affaire parapsychique renforçant l'idée d'un destin messianique.
Le journal L'Humanité, fondé par Jaurès, lui rend régulièrement hommage, notamment en 1907. Un premier hommage « officiel », et tardif, lui est rendu en 1923 par le Parti communiste français et d'autres éphémérides le célèbrent en 1926 et 1928. Un boulevard de Marseille porte son nom, que la municipalité vichyste débaptise le 13 janvier 1941. Le boulevard retrouve son nom le 31 octobre 1944. Gaston, son petit-fils, meurt en déportation à 51 ans, le 15 août 1942.[réf. nécessaire]
En 1967, l'historien Pierre Vidal-Naquet fonde le Cercle Gaston Crémieux. En 1970, Jean-Claude Izzo écrit dans les colonnes du journal La Marseillaise : « Son exécution qui fut sans mesure avec son activité politique est une des hontes ineffaçables de la répression anti-populaire après le printemps 1871. »

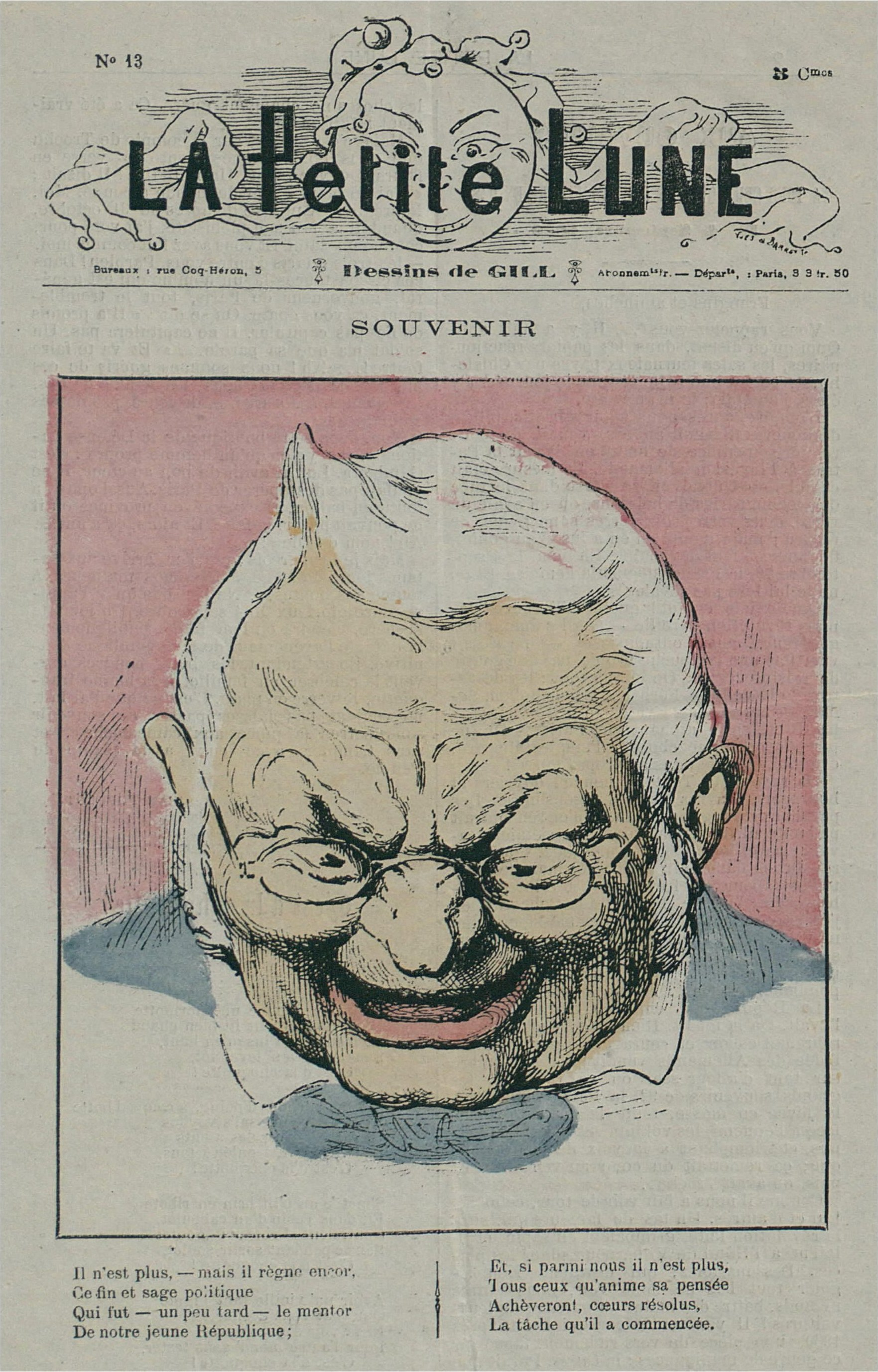
Adolphe Thiers caricaturé par André Gill.

Joshua Adel affirme que le rôle historique joué par la franc-maçonnerie dans cet épisode, ainsi que la responsabilité personnelle de Thiers dans l'exécution de ce jeune avocat, doivent être réévalués. Gaston Crémieux est franc-maçon, il « pense que Marseille, avec sa forte population ouvrière, peut être un laboratoire social. Il a été vénérable de sa loge, mais il n'a aucune responsabilité maçonnique pendant les événements. Là aussi, la récupération s'effectue a posteriori. Au moment des Communes de Marseille et de Paris, le président du conseil de l'ordre du Grand Orient juge qu'il s'agit d'une « criminelle sédition qui ensanglante la France et déshonore la franc-maçonnerie » ». Crémieux n'est pas soutenu par ses frères au niveau national. « Les dignitaires considèrent que les communards maçons sont des éléments isolés dont la franc-maçonnerie ne peut se réclamer. Certaines loges s'impliquent, mais les plus révolutionnaires feront l'objet de sanctions. La franc-maçonnerie revendique, en revanche, la Commune à partir de 1880, quand les communards sont amnistiés. » Et de conclure : « Quant à Crémieux, il est la seule victime de l'insurrection marseillaise, fusillé sur l'ordre d'Adolphe Thiers. » On trouve le même propos sous la plume de Paul Lombard qui, selon les mots de Jean Contrucci, « se mue en procureur, pour chasser la houppette sanglante d'Adolphe Thiers de son dictionnaire et mieux célébrer celui qu'il fit assassiner : le chef de la Commune marseillaise et « avocat des pauvres », Gaston Crémieux ». Selon Vignaud, toutefois, la commission des grâces a condamné Crémieux en suivant Espivent contre l'avis de Thiers.
Le 2 décembre 2011, à l’occasion des 140 ans de la Commune de Marseille, une séance exceptionnelle de reconstitution du procès Crémieux a lieu à l'initiative de l'avocat Roger Vignaud dans la petite salle du tribunal de Marseille (la salle-même du procès historique, la Chancellerie ayant donné son autorisation). Elle réunit pendant deux heures d’audience et de plaidoiries Sylvie Canovas, vice-procureur à Marseille, incarnant l’avocat général, Jean-Pierre Deschamps, ancien président de la cour d’assises des Bouches-du-Rhône, interprétant le rôle du président du Tribunal militaire, le rôle de l’avocat de Crémieux étant tenu par Sixte Ugolini, ancien bâtonnier de Marseille,.
L’anniversaire de sa mort est célébré à Marseille par les partis de gauche et d’extrême-gauche. Outre donc un boulevard marseillais, son nom a été donné à une place et une rue d'Évry, à des rues de Montceau-les-Mines et de Saint-Mitre-les-Remparts, à une rue - et une impasse - à Martigues.

## Œuvre
L'œuvre complète de Gaston Crémieux tient en trois plaquettes, un monologue en vers publié en 1869, intitulé Robespierre, le 21 janvier 1793, et un livre publié à titre posthume par sa veuve. Préfacé d'une lettre de Victor Hugo, ce dernier ouvrage compte les récits de prison (Impressions d'un condamné à mort), treize poèmes (Rimes de prison et Avant les mauvais jours) et une pièce de théâtre, le Neuf Thermidor, quasiment achevée, à laquelle sont ajoutées deux scènes écrites par Clovis Hugues en respectant les indications laissées par Crémieux. Ce travail littéraire, qui a fait l'objet d'études de Roger Klotz, de Pierre-Yves Seraf et de Raymond Huard, s'inscrit dans un mouvement d'écrivains communards, dont le rayonnement a su dépasser le cadre politique de la Commune[réf. nécessaire], tels Jules Vallès, Louise Michel, Lissagaray ou Clovis Hugues et fit quelques émules.

### Mon cadeau de noces(1857)
Dédié à sa cousine Léonie Vidal, à son cousin Esdras Crémieux, et à son oncle Hippolyte Vidal, ce texte de 8 pages est un poème de consolation pour la jeune mariée. Imprimé par Baldy et Roger, à Nîmes, il date du 27 juillet 1857. On y trouve ces vers, remarqués par Roger Vignaud :
Et lui ne sais-tu pas ce que contient son âme

Et de reconnaissance, et d'amour et de foi.

### À l'Italie. Cent vers(1859)
Publiée au bénéfice des inondés de la ville de Nîmes, cette plaquette de 11 pages est éditée chez Manlius Salles à Nîmes en 1859 alors que la France vient de conquérir la Lombardie. Conforme - a priori - aux visées impériales, cette diatribe interventionniste se termine sur quelques vers hugoliens[réf. nécessaire] : 
Se lève, marche et dit : l’Italie est ma sœur ;

Et sa voix jette au loin le signal des alarmes.

Déjà les opprimés ont essuyé leurs larmes,

En réalité, d'après Pierre-Yves Serraf, les références aux victoires d'Arcole, de Marengo et de Lodi, qui justifient l'intervention, jouent davantage sur le sentiment républicain. Il met en parallèle ces vers avec ceux du premier Robespierre, édités la même année, et souligne que ce dernier texte résonne déjà comme une condamnation de Napoléon III au travers de l'exécution de Louis XVI.

### Marseillaises. Némésis(1868)
Ce tiré à part rassemble trois poèmes, La cavalcade, Gandins et cocottes, Les voix du peuple, précédemment édités dans le journal Le Peuple en 1868.

### Rimes de prison
Il s'agit d'un recueil de quatre poèmes. Ces rimes s'ouvrent sur un sonnet intitulé « À ma Noémi[e] ». L'auteur reproche à sa femme de lui avoir promis une visite et de ne pas être venue. L'influence d'Hugo (« Tu t'en vas, c'est la nuit, tu reviens, c'est le jour ! ») et celle de Baudelaire (« une angoisse inconnue prête trop d'amertume à mon repas du soir ») y sont manifestes. Quelques mots un peu grandiloquents et des balancements appuyés (« Les verrous sont plus lourds, la muraille plus nue, la grille plus étroite et l'horizon plus noir. ») en dénoncent les faiblesses. Il s'en dégage cependant une impression de modernité et d'originalité.

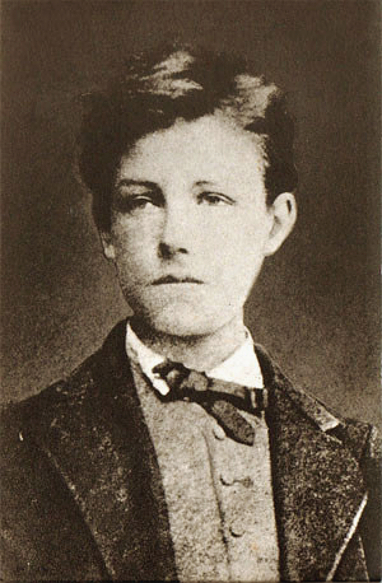
Arthur Rimbaud en 1871

Suivent un poème dédié à Clovis Hughes (« Laisse dormir dans leur suaire nos martyrs de la liberté ») auquel il recommande de suivre l'exemple glorieux de leurs prédécesseurs, et un poème daté du 19 octobre 1871, intitulé À Théodore de Banville, faisant écho à Ce qu'on dit au poète à propos de fleurs d'Arthur Rimbaud (daté du 15 août 1871). Alors que le jeune poète invite la gloire du moment à substituer la connaissance au faux exotisme et à bâtir une poésie scientifique, Crémieux reproche à Banville ses pitreries et son manque de dignité.
Enfin, un dernier poème, intitulé Le fort Saint-Nicolas et daté du 16 août 1871, marque toute la tristesse de sa captivité. Chaque strophe en est scandée alternativement d'un court refrain. Celui-ci s'inverse tout au long du poème. Pour le bien-être des prisonniers, on remplace leurs matelas : « on nous apporte les châlits et l'on nous ôte nos paillasses ! » Mais bientôt ce choix s'avère désastreux car les chevalets hébergent des nids de punaises. « Que l'on emporte les châlits et qu'on nous rende nos paillasses ! », crient les prisonniers avant que l'arrêt de jugement ne les cueille. Alors, la porte s'ouvre sur l'arrêt dicté par les masses. « Passé le règne du châlit ! Passé le règne des paillasses ! », phrases finales qui résonnent de façon sinistre, mais qui témoignent qu'au cœur de l'été le prisonnier espérait encore en sa libération.

### Le Neuf Thermidor

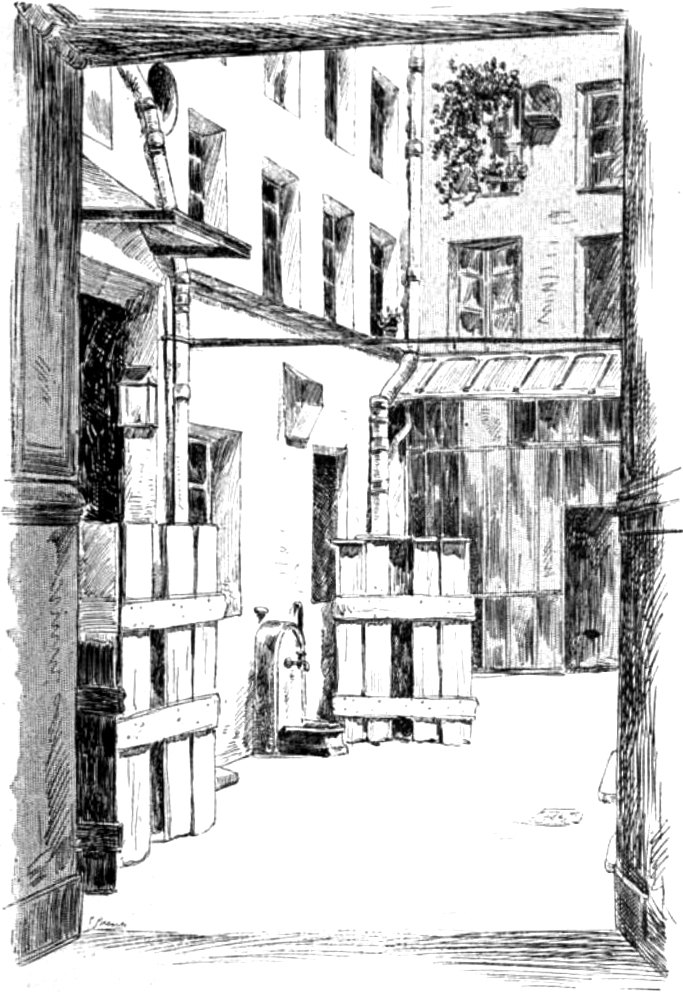
Cour de la maison Duplay, gravure de G. Lenotre (1895).

La pièce en cinq actes et un épilogue est une pièce en vers.
Elle s'ouvre sur la maison de Thérésa Cabarrus, à Bordeaux. On y voit Jean-Lambert Tallien, déchiré entre les séductions de la marquise de Fontenay et ses devoirs républicains. L'acte se termine sur l'arrestation de la marquise. Au deuxième acte, l'action transporte le spectateur dans l'hôtel de Maurice Duplay. On y découvre un Saint-Just plus politique que Robespierre, Joseph Fouché et Tallien rejetés et méprisés, ainsi qu'un Maximilien amoureux. Au troisième acte, le spectateur se retrouve invité à un repas chez Jean-Marie Collot d'Herbois. Il y assiste aux intrigues de Tallien et de Fouché pour dresser Barrère, Collot et Jacques Nicolas Billaud-Varenne contre l'incorruptible. La scène III décide de son sort avec le retournement du Tigre, abandonnant Maximilien aux comploteurs et confessant :
Le quatrième acte se place à la Convention. Les tractations de couloir se succèdent jusqu'à l'arrestation de Robespierre par le gendarme Merda. Le cinquième acte est partagé en plusieurs tableaux : à la prison du Luxembourg d'abord, où Joséphine de Beauharnais et Thérésa Cabarrus dévoilent les plans de Tallien, tandis que Robespierre s'y rend et affirme sa volonté de mourir en martyr de la légalité ; à l'Hôtel de Ville ensuite où Robespierre est défiguré, Henriot défenestré. Ce second tableau est entièrement de la plume de Clovis Hughes ainsi que le début de l'épilogue, rue Saint-Honoré.

### Avant les mauvais jours

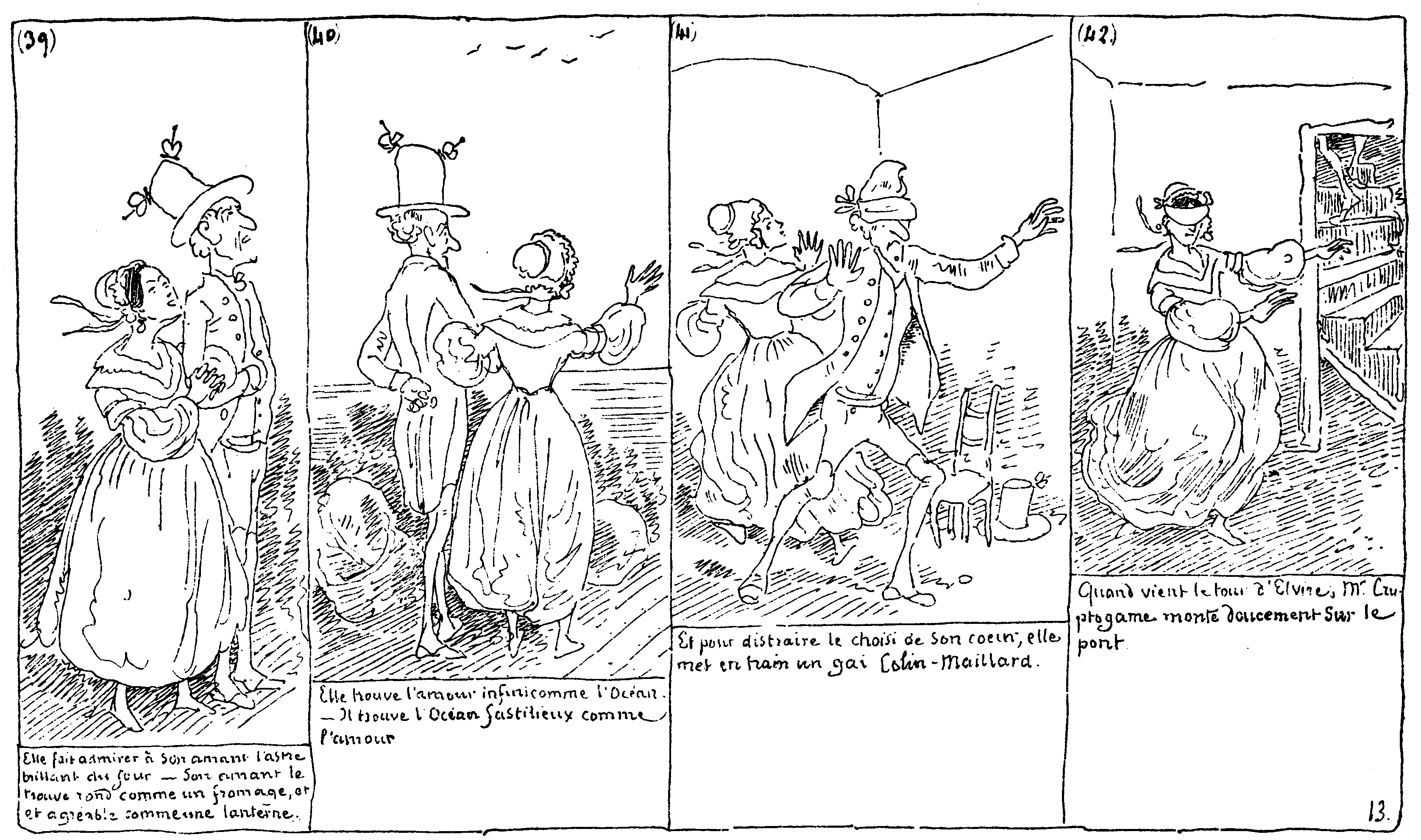
Histoire de Monsieur Cryptogame de Rodolphe Töpffer

Le recueil réunit neuf poèmes non datés pour la plupart : Sous les toits, Les serments, À M. M. M., Mon amour, Mes étrennes à L…, Gandins et cocottes, Les voix du peuple, Découragement et Le rêve d'une courtisane. Les cinq premiers ont pour thème un amour souvent malheureux, parfois pour raison pécuniaire, les quatre derniers sont d'inspirations politiques. Le rythme, les images, les scansions semblent profondément influencés par Victor Hugo, décrit dans l'un d'entre eux comme « le plus grand de tous, celui qui plane encore au plus haut de l'exil »
- Sous les toits narre le sort d'un harpiste mourant de faim sous les fleurs.
- Les serments évoquent sous forme de stances une femme infidèle au souvenir de ses lointaines amours.
- Dans À M. M. M., le poète dévoile les raisons de son silence : « Il suffit d'un rayon pour trahir une étoile. »
- Dans Mon amour, formé de sept quatrains d'octosyllabes, il décrit son amour dans un jeu de miroir avec sa dédicataire.
- Mes étrennes à L… est daté de janvier 1856. Le poète s'y décrit si pauvre qu'il ne peut offrir de cadeau (un livre de Rodolphe Töpffer) à la destinataire. La seule richesse qu'il peut se permettre de lui offrir est ce poème.
- Gandins et cocottes est un hommage à Victor Hugo et un plaidoyer pour la liberté. Commençant par la dénonciation de la dissolution des mœurs (non par vertu mais par patriotisme), le poème en fait remonter la cause aux écrivailleurs puis dénonce la nation, qui sans murmurer supporte... que la liberté se meurt. On y débusque quelques trouvailles :

Court la joue empourprée et les cheveux au vent,

Rit, danse, aime, s'enivre au bord du précipice

Si beau que la pudeur, vers ces attraits du vice

- Les voix du peuple (le plus beau et le plus important poème de Crémieux selon Pierre-Yves Serraf[14]) se présente quant à lui sous la forme d'un témoignage. Le poète s'y décrit sous les traits d'un « Enfant du peuple, issu d'une obscure famille ». Il porte également un message de révolte (« Ô peuple, ô majesté, que je souffre à te voir te vautrer dans la boue ») et d'espoir par le biais de l'instruction (« Pour vaincre, il faut l'idée »), dénonçant l'ignorance comme le premier de ses maux.
- Découragement est un cri lancé à Dieu pour qu'il descende de son piédestal et rejoigne le combat des prolétaires. C'est également un appel à la mort dont Crémieux affirme[134] :

Je serai le premier moi-même à la chercher

Comme un amant poursuit son amante et l'appelle ;

- Enfin, Le rêve d'une courtisane se partage en cinq tableaux : La rue, Les deux madeleines, L'orage, La chaumière et Réalité. Ils forment le songe et le réveil d'une demi-mondaine repentante pendant qu'endormie.

## Hommages
Hommages toponymiques
- une place et une rue à Évry
- une rue et une impasse à Martigues
- un boulevard à Marseille
- une rue à Montceaux-les-Mines
- une rue à Saint-Mitre-les-Remparts

Plaques
- Une plaque à l'angle du boulevard Périer et du boulevard Gaston-Crémieux dans le 8e arrondissement de Marseille
- Une plaque dans le jardins du palais du Pharo, à proximité du lieu où il a été fusillé, inaugurée le 27 novembre 2021, 150 ans après sa mort par le maire de Marseille, en présence de Christiane Taubira et de l'association des Amis de la Commune[135]